# Yungassparv
Yungassparv (Rhynchospiza dabbenei) är en nyligen urskild fågelart i familjen amerikanska sparvar inom ordningen tättingar.

## Utseende och läte
Yungassparven har kastanjebruna strimmor på huvudet, en mörk fläck mellan öga och näbb och ett svartvitt mustaschstreck. Arten är mycket lik chacosparven som den tidigare behandlades som en del av. Yungassparven är dock större, med mer svart i ansiktet, mer rostrött i vingarna och har avvikande läten. Sången består av en långsam serie med hesa tjirpanden.

## Utbredning och systematik
Arten förekommer i Sydamerika från sydöstra Bolivia till nordvästra Argentina. Den behandlas som monotypisk, det vill säga att den inte delas in i några underarter. Tidigare behandlades den som underart till Rhynchospiza strigiceps. Den urskiljs dock sedan 2021 som egen art baserat på studier som visar på genetiska och morfologiska skillnader.

### Släktestillhörighet
Tidigare placerades arten i släktet Aimophila, men genetiska studier visar att arterna i släktet inte är varandras närmaste släktingar.

### Familjetillhörighet
Tidigare fördes de amerikanska sparvarna till familjen fältsparvar (Emberizidae) som omfattar liknande arter i Eurasien och Afrika. Flera genetiska studier visar dock att de utgör en distinkt grupp som sannolikt står närmare skogssångare (Parulidae), trupialer (Icteridae) och flera artfattiga familjer endemiska för Karibien.

## Levnadssätt
Yungassparven hittas i öppna och gräsrika miljöer med spridda träd och låga buskage.

## Status
Arten har ett stort utbredningsområde och beståndet anses vara stabilt. Internationella naturvårdsunionen IUCN listar den därför som livskraftig (LC).

## Namn
Yungassparvens vetenskapliga artnamn dabbenei hedrar Roberto Raúl Dabbene (1864-1938), en italienskfödd argentinsk ornitolog. Yungas är en övergångszon mellan höglandet och låglandsskogarna vid den östra foten av Anderna, huvudsakligen i Bolivia.